# Agrarmarkt

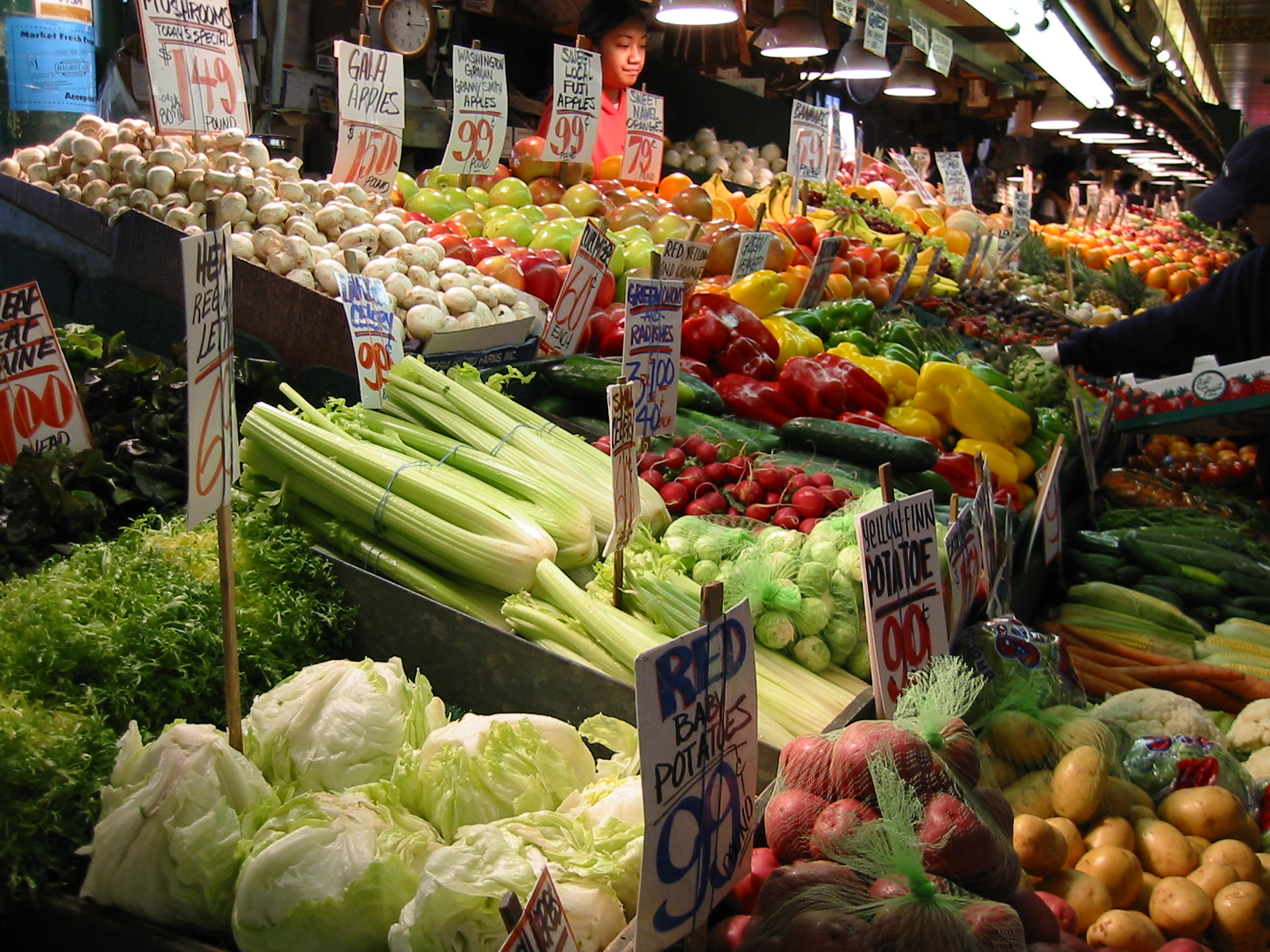
Obst- und Gemüsemarkt in Seattle (Washington), 2003

Der Agrarmarkt ist ein Markt, auf dem die Marktteilnehmer Agrarprodukte gegen Zahlung des Agrarpreises austauschen.

## Allgemeines
Der Agrarmarkt ist ein Teilmarkt des Konsumgütermarktes. Marktteilnehmer des Agrarmarktes sind auf der Angebotsseite die Landwirte und landwirtschaftliche Produktionswirtschaft als Hersteller, als Nachfrager fungieren der Handel (Großhandel und Einzelhandel) und die Verbraucher. Im weiteren Sinne tauschen die Marktteilnehmer auch Landmaschinen aus, doch müssen diese als Landtechnik zum Investitionsgütermarkt gerechnet werden. Als Marktpreis auf dem Agrarmarkt im engeren Sinne – der im Folgenden beschrieben wird – fungiert der Agrarpreis. Dieser führt als Gleichgewichtspreis zum Marktgleichgewicht, wenn das Angebot an Agrarprodukten durch die Nachfrage vollständig gedeckt wird. Entsprechend liegt ein Marktungleichgewicht vor, wenn es zu Angebotsüberhang/Nachfragelücke oder Angebotslücke/Nachfrageüberhang auf dem Agrarmarkt kommt.

## Marktstruktur
Das Angebot auf dem Agrarmarkt ergibt sich aus der Agrarproduktion, die witterungsbedingt sehr saisonabhängig ist. Kommt es durch Naturkatastrophen (wie Dürre, Schädlinge oder Überschwemmungen) zu Missernten, so sinkt sofort das Angebot, wodurch eine Angebotslücke bei konstanter Nachfrage zu steigenden Agrarpreisen führt. Umgekehrt können gute Wetterbedingungen, gesteigerte Produktivität oder staatliche Agrarsubventionen für die Landwirtschaft dazu führen, dass ein Angebotsüberhang (Überproduktion) entsteht, der nicht verkäuflich ist („Butterberg“, „Milchsee“). Folge ist ein Preisverfall für betroffene Agrarprodukte.
In diesem Zusammenhang tauchen drei Eigenheiten des Agrarmarkts auf, nämlich die meist geringe Lagerfähigkeit der Agrarprodukte, die von Klimazonen abhängige Produzierbarkeit der meisten Agrarprodukte sowie die inversen Elastizitäten auf dem Agrarmarkt. Letztere lassen sich damit erklären, dass die Hersteller das Ziel verfolgen, ihr Einkommen zu sichern, was vom Unternehmensziel der Gewinnmaximierung abweicht. Das Agrarangebot ist invers elastisch, wenn bei einer Agrarpreissenkung (etwa durch Bedarfsverschiebung oder Importe) die Agrarproduktion nicht zurückgeht, sondern weiter steigt; die Nachfrage nach Agrarprodukten ist invers elastisch, wenn bei Preissteigerungen die Nachfrage nicht abnimmt, sondern weiter zunimmt. Es erfolgt mithin eine bewusst marktwidrige Reaktion auf Preisbewegungen. Dies zeigt, dass niedrige Agrarpreise meist nicht zu höherer Nachfrage führen, weil etwa der Bedarf an Butter gedeckt ist und nicht lediglich wegen des niedrigen Butterpreises zunimmt (Marktsättigung). Besteht beispielsweise auf dem Markt für Milchprodukte ein Angebotsüberschuss, der die Milchpreise sinken lässt, so impliziert inverses Angebotsverhalten, dass die Milchbauern ihren Kuhbestand vergrößern, um ihren Einkommensverlust durch die sinkenden Milchpreise auszugleichen. Dieses Marktverhalten ist jedoch nur dann ökonomisch rational, wenn der daraus erzielte Mehrerlös den zusätzlichen Aufwand des Kaufpreises der Kühe mindestens deckt. Deshalb neigt international vor allem die Agrarproduktion zur Überproduktion. Diese Agrarüberschüsse sind die Angebotsüberhänge auf den Agrarmärkten. Die Labilität der Agrarmärkte und ihre verhältnismäßig große Preisflexibilität beruht deshalb nicht allein auf einer geringen Elastizität der Nachfrage nach Agrarprodukten, sondern ist zugleich auch durch das unelastische Angebot bedingt.
Der Agrarmarkt besitzt zumindest kurzfristig eine geringe Angebotselastizität. Das unelastische Angebot ist einerseits auf die nicht beeinflussbare Witterung (Missernten) und andererseits auf den langen Zeitraum zwischen der Investitionsentscheidung und der Verfügbarkeit von Agrarprodukten sowie oft lange Reifezeiten zurückzuführen. Ein Kaffeestrauch beispielsweise bringt frühestens fünf Jahre nach der Pflanzung die ersten Erträge, das Maximum ist erst nach zehn bis zwölf Jahren zu erwarten.
Unterschiedliche Klimazonen sorgen dafür, dass nicht alle Agrarprodukte überall auf der Welt produziert werden können. Während Strümpfe theoretisch überall hergestellt werden könnten, gedeihen Bananen nur im tropischen bis subtropischen westlichen Pazifikraum, Asien und Afrika. Westliche Industriestaaten müssen sie also importieren, ihr Selbstversorgungsgrad ist dabei stets 0 %.

## Marktregulierung
Der Agrarmarkt wird aus diesen Gründen als nicht funktionierender Markt eingestuft, so dass der Staat im Rahmen seiner Agrarpolitik durch Agrarprotektionismus und Marktregulierung eingreift. Dies geschieht durch Interventionspreise (Mindest- oder Höchstpreise), mit denen der Staat als Käufer oder Verkäufer im Rahmen des Staatsinterventionismus eingreift oder durch Produktionsquoten, die die Höchst- oder Mindestmengen herzustellender Agrarprodukte festlegen.
Im September 1959 erhöhten sich beispielsweise die Überschüsse an Zucker auf dem Weltmarkt auf 12,6 Millionen Tonnen, wodurch Kuba mit seinen weiteren 3,52 Millionen Tonnen Zucker in ernste Exportschwierigkeiten geriet. Im März 1961 – noch vor Beginn der Kubakrise – senkten die USA die Zuckerquote von Kuba auf null, was einem Importverbot von kubanischem Zucker gleichkam. In der heutigen EU gab es vom Juli 1968 bis September 2017 eine Zuckerquote aufgrund der Zuckermarktordnung. Damit die Zuckerquote nicht unterlaufen wurde, musste sogar die Produktion etwaiger Substitutionsgüter quotiert werden. So dehnte sich das Zuckerquotensystem der EU zunächst auf Isoglukose und später auf Inulin aus. Hiermit reduzierten sich die Anreize, neue Produkte und Produktionsverfahren durch Produktinnovation zu entwickeln, um die Zuckerquote zu unterlaufen. Die Milchquote als Reglementierung der Milchmenge musste eingeführt werden, nachdem es vor Juli 1978 zu EWG-weiten Angebotsüberschüssen gekommen war. Ein Richtmengensystem des Marktordnungsgesetzes schrieb seit 1979 eine Kontingentierung der Milchproduktion vor. Die erste Milchquote führte die EWG im April 1984 ein und setzte sie bis April 2015 fort. Für Koppelprodukte wie Butter (Butterberg) wurde ein staatlicher Interventionspreis eingeführt, so dass staatliche Interventionsstellen die Lagerung mit entsprechenden Lagerkosten zu übernehmen hatten. Der Interventionspreis ist für den Erzeuger ein Mindestpreis, mit dem er fest kalkulieren kann. Das EU-Recht unterscheidet in diesem Zusammenhang zwischen der Produktionsquote, die das einzelne Unternehmen betrifft, und der Begrenzung der Gesamtproduktion eines EU-Mitgliedstaates durch die Garantieschwelle.

## Handelsobjekte

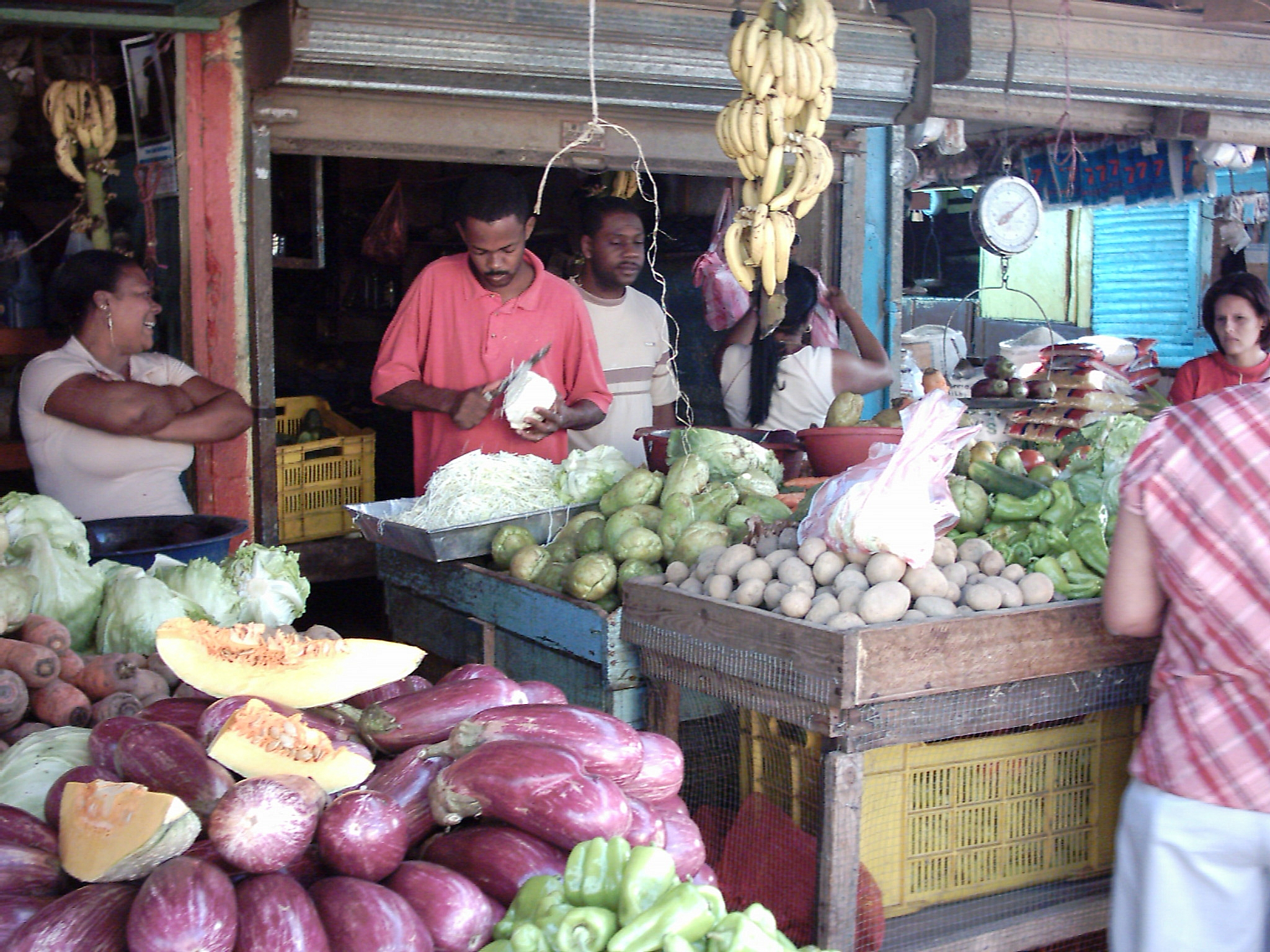
Gemüsemarkt in Bayaguana/Dominikanische Republik (2008)

Teilmärkte des Agrarmarkts sind der Pflanzenbau und die Tierproduktion. Handelsobjekte des Pflanzenbaus sind Agrarprodukte aus Nutzpflanzen wie beispielsweise Gemüse, Getreide, Obst, Tabak oder Wein. Die Tierproduktion umfasst die Haltung von Nutztieren wie etwa Haushühnern, Hausrindern, Hausschweinen oder Schafen und Ziegen.
Auf dem Agrarmarkt gehandelt werden Agrarprodukte aus direkter und indirekter Produktion:
- Direkte Produktion: Agrarprodukte, die nach der Ernte unmittelbar verkauft werden. Sie werden nicht mit anderen Produkten vermischt und meist nach einer nur geringfügigen Weiterverarbeitung vermarktet. Hierzu gehören unter anderem Gemüse wie Gemüsekohl, Kartoffeln, Salate oder Zwiebeln und Obst wie Äpfel, Birnen oder Erdbeeren.
- Indirekte Produktion: Agrarprodukte, die nicht unmittelbar nach der Ernte verkauft oder verwendet werden können. Sie werden zunächst mit anderen Produkten vermischt oder weiterverarbeitet und erst dann als markttaugliches Endprodukt vermarktet. Hierzu zählen Kakaobohnen, Kaffeebohnen, Speisefette und Speiseöle oder Wein. Nutztiere können zur Gewinnung von Naturprodukten wie Eiern, Milch, Käse oder Tierfetten eingesetzt oder zu Fleisch verarbeitet werden.

Nicht zum Agrarmarkt gehört die Fischerei (mit Speisefischen als Produkt) und die Forstwirtschaft (mit Nutzholz als Produkt). Anders als bei dieser volkswirtschaftlichen Abgrenzung ist in Art. 38 Abs. 1 AEUV vorgesehen, dass auch die Fischerei sowie die mit dieser in unmittelbarem Zusammenhang stehenden Erzeugnisse der ersten Verarbeitungsstufe zu den Agrarprodukten gehören.

## Rechtsfragen
Aus Art. 38 Abs. 1 Satz 1 AEUV ergibt sich, dass die nationalen Agrarmärkte (bestehend aus Pflanzenbau, Viehzucht und Fischerei) zu einem alle EU-Mitgliedstaaten umfassenden Binnenmarkt zusammengefasst sind. Die wichtigsten Ziele der europäischen Agrarpolitik sind in Art. 39 AEUV zusammengefasst: Produktivitätssteigerung, Sicherstellung der Versorgung (Versorgungssicherheit), Stabilisierung der Agrarmärkte und Sicherung einer angemessenen Lebenshaltung der Landwirte.

## Agrarmärkte in der EU
Die Gemeinsame Agrarpolitik der EU beruht auch auf dem Grundgedanken, dass ein freier Binnenmarkt mit Agrarprodukten ohne dirigistische Eingriffe mit Rücksicht auf die Einkommenssituation der Landwirte nicht realisierbar ist. Im Januar 1962 einigte man sich auf eine einheitliche Preisfestsetzung für die meisten Agrarprodukte, auf die Bevorzugung von EU-Agrarprodukten, die Stabilisierung der Einkommenssituation der Landwirte und auf die Einrichtung eines Garantiefonds für die Landwirtschaft. Im Dezember 1969 einigte man sich auch über die Finanzierung der gemeinsamen Agrarpolitik. Eine erste Agrarreform sorgte 1983/1984 dafür, dass es Produktionsquoten für einige Agrarprodukte gab (etwa Milchquote) und Preisgarantien für Überschussprodukte entfielen. Eine grundlegende Agrarreform folgte im Mai 1992 und brachte im Pflanzenbau Änderungen für Getreide, Ölsaat und Hülsenfrüchte; in der Tierproduktion fokussierte sich die Reform auf die Rindfleischerzeugung.

## Volkswirtschaftslehre
Besondere Bedeutung hat aus volkswirtschaftlicher Sicht der Agrarmarkt in Agrarstaaten, weil er hier die gesamte Wirtschaftsstruktur beherrscht. Auch in Industriestaaten kommt jedoch dem Agrarmarkt wegen seiner strategischen Bedeutung eine besondere Rolle zu, weil er mit seinen Agrarprodukten wie kein anderer Markt das menschliche Grundbedürfnis an Nahrung deckt. Besondere Bedeutung kommt deshalb der Versorgungssicherheit zu, die vor allem bei Versorgungskrisen die Selbstversorgung durch einen möglichst hohen Selbstversorgungsgrad sicherstellen soll.
In Europa ist in der Feldwirtschaft meist nur eine Ernte pro Jahr möglich, wodurch eine kritische Erlös- und Kostenstruktur vorgegeben ist. Außerhalb Europas ist dagegen eine extensive Landnutzung möglich mit entsprechend niedrigeren Stückkosten (Weizen in den USA und Kanada, Rinderzucht in Argentinien und den USA). Die Tendenz zur Massenproduktion nach dem Gesetz der Massenproduktion (mit Fixkostendegression) führt zur Bildung landwirtschaftlicher Großunternehmen, die Skaleneffekte besser ausnutzen können. Charakteristisch ist hierbei die Massentierhaltung, im Gegensatz hierzu steht die ökologische Landwirtschaft.